# Герчиці (Малопольське воєводство)
Герчиці (пол. Gierczyce) — село в Польщі, у гміні Бохня Бохенського повіту Малопольського воєводства.
Населення — 618 осіб (2011).
У 1975-1998 роках село належало до Тарновського воєводства.

## Демографія
Демографічна структура станом на 31 березня 2011 року:
|          | Загалом | Допрацездатний вік | Працездатний вік | Постпрацездатний вік |
| -------- | ------- | ------------------ | ---------------- | -------------------- |
| Чоловіки | 285     | 63                 | 195              | 27                   |
| Жінки    | 333     | 72                 | 183              | 78                   |
| Разом    | 618     | 135                | 378              | 105                  |